# Erwin Fuchsbichler
Erwin Fuchsbichler (27 de março de 1952) é um ex-futebolista austríaco.

## Carreira
Erwin Fuchsbichler competiu na Copa do Mundo FIFA de 1978, sediada na Argentina, na qual a seleção de seu país terminou na sétima colocação dentre os 16 participantes.